# Serra (Espírito Santo)
Serra é um município brasileiro do estado do Espírito Santo. É o mais populoso município do estado, com 520 653 habitantes, conforme censo de 2022 do Instituto Brasileiro de Geografia e Estatística (IBGE).

## Demografia
De acordo com a censo populacional do IBGE de 2010, a Serra tem 409.324 habitantes, ocupando o posto de segundo município mais populoso do estado. Porém este número pode ser maior, chegando a 421.677 moradores se considerarmos os bairros que não são contabilizados para o município da Serra, pois o IBGE exclui como população da Serra, os habitantes dos bairros Nossa Senhora do Rosário de Fátima (Bairro de Fátima), Conjunto Carapina I e Hélio Ferraz, considerados como pertencentes à cidade de Vitória. Isto está de acordo com a atual divisão territorial entre os municípios, em vigor pela Lei 1.919 de 3 de janeiro de 1964. Além destes, parte dos bairros Eurico Salles, Jardim Carapina e Carapebus fazem parte de Vitória de acordo com esta lei.
Segundo o censo brasileiro de 2022, a composição religiosa da cidade era de 35,67% católicos, 40,11% evangélicos ou protestantes, 0,73% espíritas, 0,58% umbandistas ou candomblecistas, 0,02% religião tradicional, 7,01% outras religiões, 15,76% irreligiosos, 0,05% desconhecidos e 0,07% não declarados.
Evolução demográfica da cidade da Serra

## Cultura
Dentre os pontos de cultura do município destacam-se algumas instituições. Um dos principais locais de conservação cultural é o Museu Histórico da Serra, inaugurado no ano de 2007, no casarão que pertenceu a família de Judith Leão Castello Ribeiro, primeira mulher a tornar-se deputada no Brasil. Como parte do acervo estão documentos, móveis, objetos (como cachimbos, binóculos e espelhos), obras de artes e itens relacionados a história de seus moradores ilustres e sobre a constituição do município.
Outra instituição de renome é a Casa de Congo, importante instituição do estado do Espírito Santo inaugurada em 2000, pela Secretaria da Cultura (Secult), que visa  reunir o acervo e a memória do congo no município.
O município ainda é contemplado com duas bibliotecas municipais, além da biblioteca vinculada à Câmara municipal do município, uma biblioteca móvel e duas organizadas de maneira comunitária, isto é, desvinculada do poder público estatal e sem vínculos com a iniciativa privada.

## Economia
O município conta com o maior Produto Interno Bruto (PIB) do Espírito Santo, pesquisa realizada no ano de 2021, conforme dados divulgados pelo Instituto Brasileiro de Geografia e Estatística (IBGE), alcançando uma marca de R$ 37,27 bilhões.   O município possuí uma certa vantagem pelo fato de ser cortado pela BR 101, acesso próximo ao aeroporto de Vitória e também pela Estrada de Ferro Vitória Minas, meios que acabam contribuindo para uma presença significativa de empresas de logística na cidade. Em 2022 foi feito um levantamento pelo Índice de Concorrência dos Municípios (ICM) sobre a ordem burocrática de alguns municípios Brasileiros ao lidar com o seguimento empresarial, Serra acabou levando a melhor colocação do estado em segurança jurídica, colocando a cidade em uma boa posição para se investir.

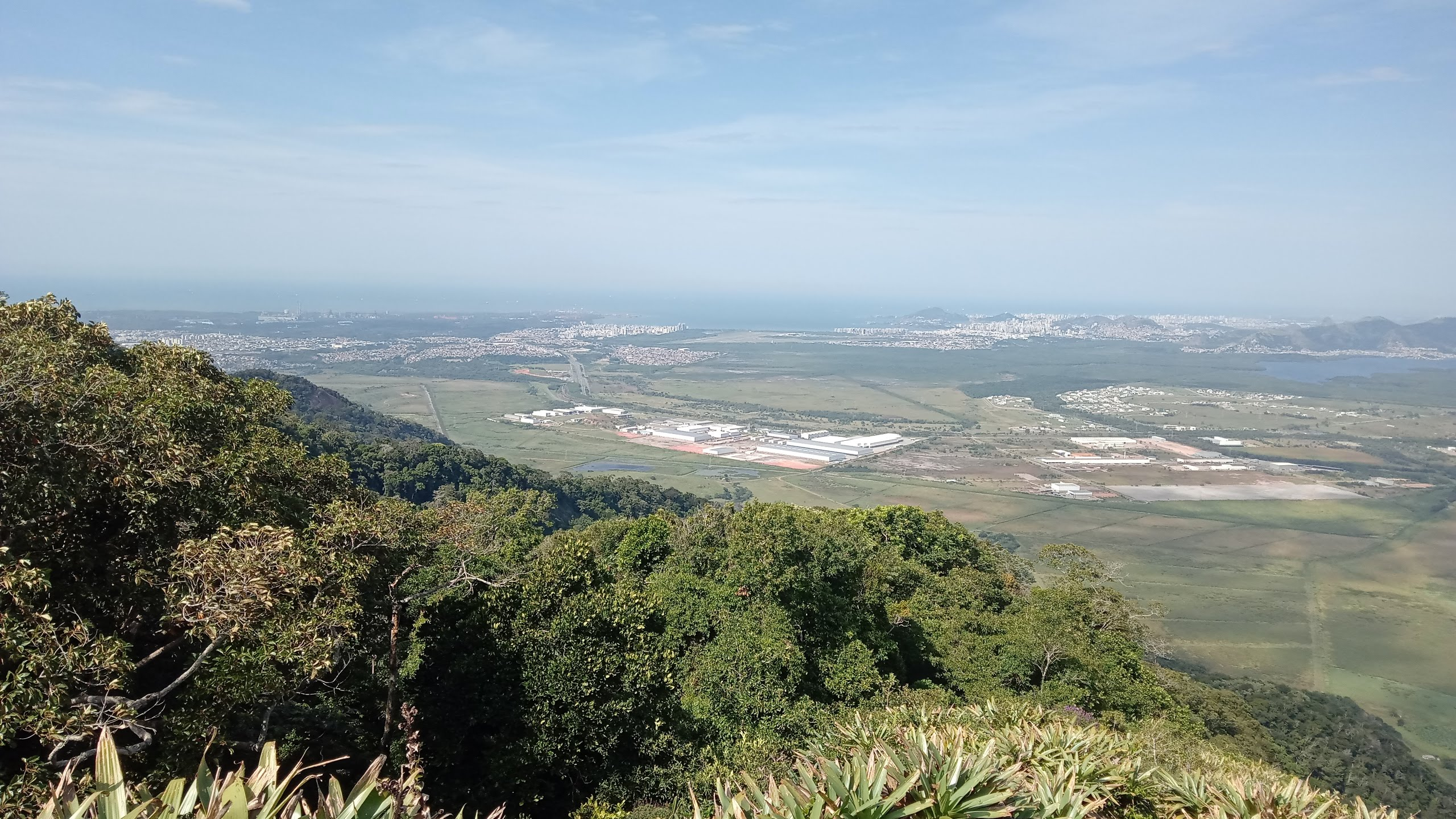
No primeiro plano, é possível ver um condomínio logístico, TIMS, um dos maiores do estado localizado em Serra.